# The Loves of Letty
The Loves of Letty é um filme mudo do gênero drama produzido nos Estados Unidos e lançado em 1919. Talvez seja filme perdido.